# Shaman King
Shaman King (シャーマンキング, Shāman Kingu) is een 32-delige en voltooide manga door Hiroyuki Takei. Het verhaal is verwerkt tot een animeserie. De televisieserie telt 64 afleveringen en er zijn nog een drietal specials uitgebracht. Deze specials zijn voornamelijk samenvattingen van de animeserie. Er zijn Nederlandstalige dvd's uitgebracht en de manga werd uitgebracht door Kana in Nederland en België. Er zijn 28 delen van de oorspronkelijke 32 uitgegeven.
De serie werd in 2004 door de uitgever Shueisha gecanceld. Hierdoor kreeg het verhaal niet het einde dat het volgens de schrijver en het publiek verdiende. In het laatste volume (27) van de luxe-editie, de zogenaamde Kang Zeng Bang (waarvan het laatste deel in 2009 werd uitgebracht), kreeg het verhaal een aangepast einde.
Na 2011 is Takei in het maandblad Jump Kai aan een continuatie/aanvulling van Shaman King begonnen: Shaman King Flowers is een serie waarin lezers het verhaal volgen van Yoh zijn zoon (Hana Asakura), terwijl er in Shaman King Zero dieper wordt ingegaan op de achtergrond van enkele personages.

## Verhaal
De hoofdpersoon in Shaman King is sjamaan Yoh Asakura. Om de 500 jaar wordt er een toernooi gehouden, het zogeheten 'Shamanen Toernooi'. De winnaar wordt "Shaman King", oftewel de "Koning der Sjamanen". Onderweg vindt Yoh zijn partner, de geest Amidamaru. Yoh en Amidamaru moeten in hun strijd om Shaman King te worden vele sjamanen verslaan.
Hij is echter niet de enige sjamaan die Shaman King wil worden. Ook de legendarische Hao Asakura wil shaman King worden. Hao wil de wereld verlossen van alle normale mensen. Het is de taak van Yoh om Hao tegen te houden.

## Personages

### Protagonisten
Yoh Asakura
Hij is de hoofdpersoon en een erg goede shaman. Hij is geboren op 12 mei in 1984. Hij is een relaxt/lui figuur en houdt van slapen. Dit vindt zijn verloofde, Anna, niet echt leuk. Het grootste kenmerk van Yoh is zijn oranje koptelefoon die hij overal rond draagt, ook is zijn glimlach bekend. Hij geeft iedereen een tweede kans. Zijn Spirit is een Japanse Samurai: Amidamaru.
Anna Kyouyama.
Anna is de verloofde van Yoh en een Itako (een geesten-medium). Ze is heel erg bazig. Ze beveelt Yoh, of anders zijn vrienden, altijd het huis schoon te maken of andere vervelende klussen. Ze geeft Yoh enorme zware trainingen om hem een betere Shaman te maken. Maar ze houdt ondanks alles toch wel echt van hem. Haar droom is Shaman Queen (Koningin der Shamans) te worden. (Als Yoh de titel Shaman King wint, wordt zij eenmaal met hem getrouwd automatisch Shaman Queen.) Anna is te herkennen aan haar rode bandana om haar hoofd en haar zwarte jurkje.
Manta Oyamada/Mortimer Manta/morty
Hij is slim en klein. Hij is geen shaman maar kan wel geesten zien. Hij is Yoh's beste vriend.
In de anime blijkt later dat hij echter toch shaman krachten heeft en zo redt hij zijn vrienden.

### Antagonisten
Hao Asakura/Zeke Asakura
Hij is Yoh's "slechte" tweelingbroer en ook Yoh's voorouder. Hij reïncarneert om de 500 jaar. Hij is van Yoh te onderscheiden door zijn lange haar. Hao heeft een voorliefde voor sterren, die op zijn handschoenen, oorbellen, riem en broek zijn afgebeeld. Alle shamans waarvan hij vindt dat ze 'geen nut' hebben, vermoordt hij in een shamangevecht. Zijn Spirit is Spirit of fire.
Hao's volgelingen
- Hoshi-gumi: Hao Asakura, Rakist Lasso, Opacho
- Hana-gumi: Matilda Matisse, Kanna Bismarch, Marion Phauna
- Tsuchi-gumi: Boz, Peyote Diaz
- Tsuki-gumi: Zang Ching, Turbine, "Big guy" Bill Burton
- Kaze-gumi: Blocken Meyer, Boris Tepes Dracula, Damaji

### Tritagonisten
Horokeu Usui (Horo-Horo/Trey Racer)
Hij is een snowboarder en shaman en de eerste waartegen Yoh moest vechten in het shaman toernooi. Zijn geest is Korokoro een kapuchi (in de dub Minutians). Zijn droom is om een fuki-veld aan te leggen. Zijn zusje, die hem net zo'n erge training als Anna aan Yoh geeft, heet Pirica.
Ren Tao/Len Tao (Lenny)
Hij was een vijand van Yoh. Later sluit hij zich bij Yoh aan. Zijn geest is Bason. Hij komt uit China en zijn zus heet Jun. Aan de buitenkant lijkt het nogal een koud en kil iemand. Van binnen is hij echter verlegen en geeft hij om zijn vrienden, hoewel hij het nooit zou toegeven. Wanneer hij vermoord wordt door Peyote Diaz stapt Yoh uit het shaman-fight zodat Iron maiden Jeanne hem zou redden. Nadat hij weer tot leven gebracht is neemt hij opnieuw deel aan het shaman fight. Ren trouwt later met Jeanne: hun zoontje heet Men, een personage in Funbari no Uta en Flowers.
Joco/Jacko/Chocolove McDonnel
Hij is een grappenmaker die vaak droge grapjes maakt. Horohoro en Ren vinden later het zo erg dat ze bij elke grap hem martelen. Hij is ook een shaman en zit bij Team The Ren. Zijn spirit is een Jaguar. Wanneer hij vermoordt wordt door de golem die bestuurd wordt door redseb en seyram, wordt hij opnieuw tot leven gewekt door dame Sati, van de Gandhara. In de hel ontmoet hij de geest van Pascal Avaf, een deelnemer aan het shaman fight van vroeger, die hem samen met Mick zal vergezellen.
Lyserg Diethel
Een jongen met groen haar. Lyserg wil Hao vermoorden omdat deze lang geleden zijn ouders vermoord heeft. Het enige wat hij wil is sterker worden om Hao te kunnen verslaan. Hij sluit zich aan bij Yoh's groep, maar iedereen is teleurgesteld in hem als hij naar de X-Laws overstapt. Een groep die bijna net zo makkelijk mensen vermoordt als Hao. Zijn oorspronkelijke geest heet Morphine: beide namen zijn verwijzingen naar verdovende middelen. Van de X-laws krijgt hij zijn nieuwe geest, deze is van Engelenklasse, Zelel.
Ryunosuke Umemiya/Bokutou no Ryu (Ryu of the Wooden Sword)/Rio
Hij komt van een motorbende, de Doodlopers. Hij heeft een vetkuif, die vaak wordt vernield tijdens gevechten. Later in de serie wordt ook hij een shaman. Zijn geest is Tokageroh, die eerst een moordenaar was maar zich uiteindelijk bij Ryu aansloot.
Faust VIII
Faust VIII was de tweede waar Yoh tegen moest vechten in het Shaman Toernooi. Zijn geest is zijn oude geliefde Eliza. Wanneer het shaman-fight vordert sluit hij zich aan bij Yoh en vormt hij samen met Yoh en Ryu het funbari-onsen team.
Pirika/Pilika/pelleka
Trey's kleine zusje. Zij geeft Trey een even erge training, zoals Anna aan Yoh geeft.

### Tamara/Tamao Tamamura
Zij is een shamaanleerling van de vader van Yoh en neemt niet deel aan het Shaman Toernooi. Haar geesten zijn Ponchie en Conchie. Ze is stiekem verliefd op Yoh.
Silva
een van de tien paches die het shaman fight organiseren. Hij is verantwoordelijk voor Yoh en nadat Ren Chrom gedood had ook voor Ren Tao. Zijn geesten zijn Silver Wing, Silver Tail, Silver Rod, Silver Horn en Silver Shield.
Jun Tao
Ren's oudere zus. Ze is een Dào-Shī. Zij heeft de macht over zombies wanneer ze een talisman op hun hoofd plakt. Haar partner is Lee Bailong. Eerst geloofde ze alleen dat geesten de bevelen van een shaman/Dào-Shī moest opvolgen maar door Yoh ontdekt ze dat geesten vrienden zijn. Ook zij was eerst een vijand van Yoh.
Amidamaru/Spirit Of Sword
De samurai-geest van Yoh. Hij is 600 jaar geleden gestorven. Hij is in de omgeving bekend geworden als een zeer kwaadaardige samurai, omdat hij in zijn laatste gevecht voor hij stierf 50 wachters van de koning heeft vermoord. Yoh ziet ondanks dit verhaal dat Amidamaru een goede geest is.
Na lang met Yoh getraind te hebben wordt Amidamaru zo sterk dat hij verandert in de Spirit of Sword
Matamune
Hao's kat. Hij komt in de anime niet voor, maar speelt in de manga een grote rol. Het blijkt dat hij Yohs eerste beschermgeest was.
Yoh draagt Matamunes medium Alteid (berenklauwen rond zijn nek)